# Jaroslav Kotek
Jaroslav Kotek (* 3. října 1950) je bývalý český fotbalista, obránce.

## Fotbalová kariéra
V lize odehrál 133 utkání a vstřelil 4 góly. Hrál za Spartu Praha (1972-1982), s níž dvakrát získal Československý pohár (1976, 1980). 4x startoval evropských pohárech a vstřelil zde 1 branku (do sítě Spora Lucemburk v Poháru vítězů pohárů 1980/81). Po ligové kariéře pokračoval v Mladé Boleslavi (1982-1987).

## Ligová bilance
| Ročník                                   | Zápasy | Góly | Klub                     |
| ---------------------------------------- | ------ | ---- | ------------------------ |
| 1. československá fotbalová liga 1972/73 | 2      | 0    | Sparta Praha             |
| 1. československá fotbalová liga 1973/74 | 3      | 0    | Sparta Praha             |
| 1. československá fotbalová liga 1974/75 | 1      | 0    | Sparta Praha             |
| 2. československá fotbalová liga 1975/76 | -      | 0    | Sparta Praha             |
| 1. československá fotbalová liga 1976/77 | 13     | 0    | Sparta Praha             |
| 1. československá fotbalová liga 1977/78 | 23     | 1    | Sparta Praha             |
| 1. československá fotbalová liga 1978/79 | 24     | 2    | Sparta Praha             |
| 1. československá fotbalová liga 1979/80 | 29     | 1    | Sparta Praha             |
| 1. československá fotbalová liga 1980/81 | 29     | 0    | Sparta Praha             |
| 1. československá fotbalová liga 1981/82 | 13     | 0    | Sparta Praha             |
| 1. československá fotbalová liga 1982/83 | 27     | 2    | Autoškoda Mladá Boleslav |
| 1. československá fotbalová liga 1983/84 | 29     | 1    | Autoškoda Mladá Boleslav |
| 1. československá fotbalová liga 1984/85 | 27     | 1    | Autoškoda Mladá Boleslav |
| 1. československá fotbalová liga 1985/86 | 23     | 0    | Autoškoda Mladá Boleslav |
| 1. československá fotbalová liga 1986/87 | 24     | 0    | Autoškoda Mladá Boleslav |
| CELKEM                                   | 137    | 4    |                          |